# Chris Lowe
Christopher Sean Lowe (Blackpool, Lancashire, 4 oktober 1959) is een Britse toetsenist die samen met collega Neil Tennant het popduo Pet Shop Boys vormt.
Hij bezocht een privéschool in zijn woonplaats Blackpool. Hij leerde trombone spelen en bracht dat in de praktijk in de zevenkoppige formatie One Under The Eight, die klassiekers als Hello Dolly!, La Bamba en Moon River speelde. De grootvader van Chris speelde ook trombone en was lid van een comedy-jazzband, The Nitwits. Lowe legde zich toe op het spelen van piano en debuteerde als toetsenist in de progressieve-rockband Stallion.
In 1978 begon Lowe aan een studie architectuur aan de universiteit van Liverpool. Hij liep stage in Londen, toen hij in 1981 Neil Tennant in een elektronicawinkel in die stad tegenkwam. Ze bleken beiden interesse te hebben in elektronische muziek en gingen samen nummers schrijven. Enkele jaren later, in 1985, braken ze als Pet Shop Boys door met de hit "West End Girls".

## Solowerk
Chris Lowe heeft buiten de Pet Shop Boys om niet veel soloprojecten gedaan. In 1993 schrijft en produceert hij een single voor voetballer Ian Wright van Arsenal, getiteld "Do The Right Thing". Chris is namelijk groot fan van die voetbalclub. Het nummer wordt een bescheiden hitje (nummer 43) in de Engelse hitparade.
Onder het pseudoniem 'Blockhead' maakt Chris in 2004 een gelijknamige track, die is terug te vinden op de chill-out compilatie-cd "Café Mambo". In 2006 schrijft Chris muziek voor een nummer uit de musical 'Bent'. In 2011 verzorgt Lowe de lead vocals in het nummer "Subculture" van Stop Modernists; een project van de Finse dj's Jori Hulkkonen en Alex Nieminen. Het nummer is een cover van de band New Order.
De stem van Chris is verder nadrukkelijk (maar ook minder opvallend) in verschillende Pet Shop Boys-nummers te horen. Het bekendste is "Paninaro" uit 1986, dat negen jaar later als "Paninaro 95" op single verschijnt. Andere voorbeelden zijn "Lies" en de verborgen bonustrack op het einde van het album "Very", die ook wel "Postscript" wordt genoemd. Op het album Fundamental uit 2006 staat het nummer "I Made My Excuses And Left", waarin een zanglijn van Chris Lowe is gebruikt, die hij op zijn mobiele telefoon inzong. In 2011 verscheen Lowe als vocalist op de coverversie van het New Order-nummer "Subculture" van Stop Modernists. Dit was de eerste keer dat hij als vocalist verscheen op een niet-Pet Shop Boys' project.